# Boris Tomașevski
Boris Tomașevsky (în rusă Бори́с Ви́кторович Томаше́вский; n. 17/29 noiembrie 1890, Sankt Petersburg, Imperiul Rus – d. 24 august 1957, Hurzuf, RSS Ucraineană, URSS) a fost unul dintre cei mai mari critici și teoreticieni literari ruși, autor al unor studii de critică, estetică și filozofia culturii.